# (10457) Suminov
(10457) Suminov (1978 QE2) – planetoida z pasa głównego asteroid okrążająca Słońce w ciągu 3,68 lat w średniej odległości 2,38 j.a. Odkryta 31 sierpnia 1978 roku.